# Кутузов, Николай Васильевич
Николай Васильевич Куту́зов (17 апреля 1926 — 2 августа 2011) — советский российский хоровой дирижёр, композитор, педагог. Народный артист СССР (1986).

## Биография

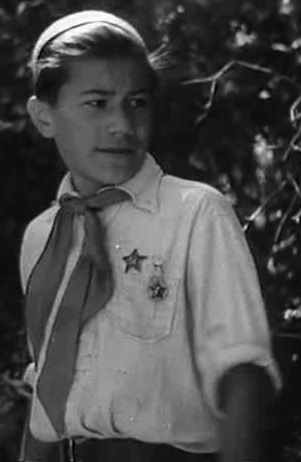
Николай Кутузов в роли Гейки в фильме «Тимур и его команда» (1940)

Николай Кутузов родился 17 апреля 1926 года в Москве.
Отец был оперным певцом, затем стал руководителем хора. Николай с детства проявил незаурядные музыкальные способности: отличный слух, сильный голос, артистизм. Неизменный участник школьной самодеятельности, в 12 лет стал солистом Красноармейского балалаечного оркестра ЦДКА им. М. Фрунзе, в котором выступал два года, с 1937 по 1939. В 1940 году снялся в кинофильме по сценарию А. П. Гайдара «Тимур и его команда» в роли Гейки, а песня из этого фильма «Пионерские мечты» композитора Б. С. Шехтера приобрела популярность, часто исполнялась по радио.
В начале войны пятнадцатилетний Николай находился в Уфе на съемках нового фильма А. Разумного «Бой под Соколом». Узнав, что его семья эвакуирована в Куйбышев, он тоже приехал в этот город. Николай устроился рабочим сцены в Большой театр, который был эвакуирован в Куйбышев и размещался в здании Театра оперы и балета. Здесь он услышал великих певцов — Ивана Козловского, Валерию Барсову, Марка Рейзена, Максима Михайлова, присутствовал при первом исполнении легендарной «Ленинградской» симфонии Шостаковича. В Москву семья Кутузовых вернулась в августе 1943 года.
Окончил Центральную музыкальную школу при Московской консерватории, в 1950 году — Московскую консерваторию им. П. И. Чайковского (класс хорового дирижирования В. Г. Соколова), в 1953 году там же аспирантуру.
С 1950 года — хормейстер, с 1954 по 2011 — художественный руководитель и главный дирижёр Академического хора русской песни Гостелерадио СССР (Академический хор русской песни Российского государственного музыкального центра).
Много гастролировал по стране и за её пределами — в Китае, Индии, Италии, Израиле, во Франции, в Бельгии, Чехии, Колумбии.
Начало композиторской деятельности относится к первым годам его работы в этом хоре, обогатил репертуар коллектива многими песнями, привезёнными из фольклорных экспедиций. Автор песен и хоров, в их числе — «Кто в России не бывал», «Москва — любовь моя», «Сибирский ленок», «Замело, занесло», «В ноябре на дворе», «Кабы были златы крылышки», «Баллада о двух солдатах», песенно-хоровые циклы «Земля рассветная», «Люблю тебя, моя Россия». Обработал для хора более 300 русских народных песен (объединены в циклы «Смоленские песни», «Вятские песни», «Песни станицы Вёшенской», «Песни О. Ковалёвой», «Пермские свадебные песни», «Владимирские песни», «Песни Гражданской войны»), которые хранятся в золотом фонде звукозаписи Всесоюзного радио.
Был ведущим передачи «России звонкие края» на Первой программе Всесоюзного радио.
С 1975 года — заведующий кафедрой хорового дирижирования Государственного музыкально-педагогического института им. Гнесиных (с 1992 — Российская академия музыки имени Гнесиных) (с 1985 — профессор).
С 1974 года — член Союза композиторов СССР. С 1987 года — председатель Всероссийского музыкального общества.
Член КПСС с 1963 по 1991 годы.

Могила Семёнкиной и Кутузова на Троекуровском кладбище Москвы.

Скончался 2 августа 2011 года в Москве. Похоронен 4 августа 2011 года на Троекуровском кладбище в Москве.

### Семья
- Жена — Екатерина Ефимовна Семёнкина (1926—2009), певица, народная артистка РСФСР (1977).
- Дочь — Елена Николаевна Кутузова (род. 1950), с 1994 года — главный хормейстер Академического хора русской песни РГМЦ, с сентября 2011 — художественный руководитель и главный дирижёр этого коллектива, в 2015—2017 годах — художественный руководитель Сибирского русского народного хора, заслуженная артистка России (2001).

## Награды и звания
- Заслуженный артист РСФСР (1963)
- Народный артист РСФСР (1975)
- Народный артист СССР (1986)
- Орден «За заслуги перед Отечеством» III степени (2006)
- Орден «За заслуги перед Отечеством» IV степени (1995)
- Два ордена Трудового Красного Знамени
- Орден Петра Великого
- Государственная премия РСФСР имени М. И. Глинки (1982) — за пропаганду лучших образцов народного песенного и хорового искусства и концертные программы (1980—1981)

## Фильмография
- 1940 — Тимур и его команда — Гейка, тимуровец

### Участие в фильмах
- 1984 — Фильм необычной судьбы (документальный)